# Koperniki (przystanek kolejowy)
Koperniki – przystanek osobowy na zlikwidowanej linii nr 328 Nysa – Kałków Łąka, w miejscowości Koperniki, w województwie opolskim, w powiecie nyskim, w gminie Nysa, w Polsce.
| Koperniki                                   |  |                                 |
| Linia nr 328 Nysa – Kałków Łąka (10,297 km) |  |                                 |
| Buków Jodłówodległość: 3,455 km             |  | Biała Nyska odległość: 2,487 km |